# منتزه القلعة
منتزه القلعة فضاء سياحي ترفيهي يقع في غابة جبل فراح جنوب بلدية القلعة، ولاية غليزان